# Clostridium perfringens
Clostridium perfringens és un bacteri anaeròbic grampositiu, immòbil i formador d'espores que es troba en els intestins dels éssers humans i de diversos animals homeoterms, en el sòl, en l'aigua, en els aliments (sobretot en les carns que no estan bé cuinades), entre d'altres. Les malalties causades poden ser fatals.
Produeix toxines que poden causar malalties com ara l'enteritis necròtica o la gangrena gasosa.
En la gangrena gasosa, el clostridi provoca destrucció en els teixits infectats si persisteix. Açò és provocat per l'alliberament d'exoenzimes específics que ataquen a les molècules constituents dels teixits d'animals com ara fosfolipases, hemolisines, colagenases o proteases, que provoquen la putrefacció del teixit acompanyada d'una producció de gas, i d'ací el seu nom ('gasosa'). La solució, arribat aquest nivell, és l'amputació de la zona afectada; de no ser així la infecció sol acabar amb la mort de l'animal (porcs, pollastres, cavalls, humans, etc.).
És el tercer indicador de contaminació fecal de les aigües. Es destrueix amb temperatures superiors a 121°.

## Enllaços externs

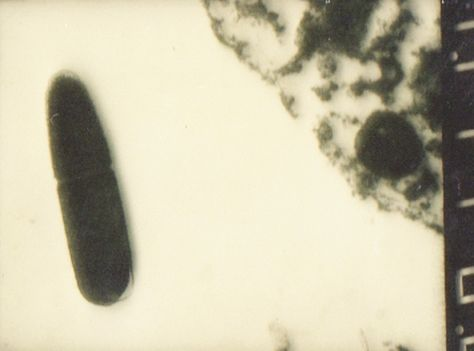
Clostridium perfringens. MET. 16.000X.